# Internationaux de Nouvelle-Calédonie 2010
L'Internationaux de Nouvelle-Calédonie 2010 è stato un torneo professionistico di tennis maschile giocato sul cemento, che faceva parte dell'ATP Challenger Tour 2010. Si è giocato a Nouméa in Nuova Caledonia dal 3 al 10 gennaio 2010.

## Partecipanti

### Teste di serie
| Nazionalità | Giocatore              | Ranking* | Testa di serie |
| ----------- | ---------------------- | -------- | -------------- |
| Germania    | Florian Mayer          | 61       | 1              |
| Francia     | Josselin Ouanna        | 130      | 2              |
| Stati Uniti | Brendan Evans          | 137      | 3              |
| Francia     | David Guez             | 146      | 4              |
| Francia     | Édouard Roger-Vasselin | 153      | 5              |
| Italia      | Flavio Cipolla         | 159      | 6              |
| Sudafrica   | Kevin Anderson         | 161      | 7              |
| Stati Uniti | Michael Yani           | 164      | 8              |

- Ranking al 28 dicembre 2009

### Altri partecipanti
Giocatori che hanno ricevuto una wild card:
- Grigor Dimitrov
- Ryan Harrison
- Daniel King-Turner
- Nicolas N'Godrela

Giocatori passati dalle qualificazioni:
- Leon Frost
- Simone Vagnozzi
- Dane Propoggia
- Martin Slanar

## Campioni

### Singolare
Florian Mayer ha battuto in finale  Flavio Cipolla con il punteggio di 6–3, 6–0.

### Doppio
Nicolas Devilder /  Édouard Roger-Vasselin hanno battuto in finale  Flavio Cipolla /  Simone Vagnozzi con il punteggio di 5–7, 6–2, [10-8].